# Francheville (Marne)
Francheville é uma comuna francesa na região administrativa do Grande Leste, no departamento de Marne. Estende-se por uma área de 9.43 km², e possui 202 habitantes, segundo o censo de 2018, com uma densidade de 21 hab/km².